# مربع جادویی

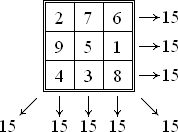

مربع جادویی (وفقی) جدولی متشکل از n*n خانه است که خانه‌های آن با عددهای مثبت از ۱ تا n2 به ترتیبی پر شده است و مجموع عددهای هر ردیف افقی یا هر ستون عمودی یا هر قطر آن، عددی ثابت را نشان دهد. شکل رایج آن شامل اعداد ۱ تا n2 است ولی گاهی برای کلمات نیز استفاده می‌شود.
این عدد ثابت از این طریق به‌دست می‌آید و به آن ثابت جادویی یا جمع جادویی می‌گویند:
n(n²+۱)/۲
مثلاً ثابت جادویی (مجموع جادویی) برای nهای ۳و۴و۵و۶ برابر است با:
۱۱۱٬۶۵٬۳۴٬۱۵
مربع جادویی ۳*۳ و دیگر مربع‌های جادویی دارای جواب‌های متعددی هستند و محدود به یک جواب نیستند. برای مثال با توجه به محاسبات انجام شده، مربع جادویی ۳*۳ دارای هشت جواب متعدد است و در هر هشت صورت متفاوت، شرط مورد نظر برقرار است.
ساخت مربع جادویی در هر ابعادی بزرگتر از ۲ ممکن است زیرا این مسئله در ابعاد ۲ قابل حل نیست. کوچک‌ترین مربع جادویی قابل ساخت ۳*۳ است.

## تاریخچه و مفهوم فرهنگی مربع جادویی
مربع جادویی در طی قرن‌ها برای انسان جذاب بوده است و بیش از ۴۰۰۰ سال است که در فرهنگ‌های مختلف از جمله هند و اروپا و… دیده شده است که بیشتر به صورت حکاکی شده روی سنگ یا فلز بوده است.
اعتقادات بر این بوده است که مربع جادویی پایه‌های نجومی و پیش گویی دارد و پیش گوها از آن برای اندازه‌گیری طول عمر یا جلوگیری از بیماری استفاده می‌کردند؛ مثلاً یک مورد آن در هندوستان است که یک مربع ۳×۳ بر روی زمین می‌کشند به نام Kubera-Kolam که همان مربع جادویی درجه ۳ است. با این تفاوت که به هر کدام از خانه‌های آن ۱۹ واحد اضافه شده است به‌طوری‌که مقدار ثابت جادویی برابر ۷۲ شده است و این مربع به این شکل است:
| ۲۳ | ۲۸ | ۲۱ |
| ۲۲ | ۲۴ | ۲۶ |
| ۲۷ | ۲۰ | ۲۵ |

## در کشورهای مختلف

### در بین ایرانیان
با اینکه تاریخ استفاده از مربع جادویی در سرزمین ایران مشخص نیست ولیکن تصور می‌شود ایرانیان پیش از اسلام نیز با آن آشنا بوده‌اند. ولیکن این امر مشخص است که در ایران پس از اسلام استفاده از مربع جادویی رواج داشته است و این رواج بعد از رواج بازی شطرنج نیز بیشتر گردید. ریاضیدان ایران بوزجانی در کتاب خود تعداد زیادی مربع جادویی و طرز تهیه آن‌ها را به یادگار گذاشته است.

### در بین اعراب
مربع‌های جادویی برای ریاضیدانان عرب نیز شناخته شده بودند. این شناخت ممکن است در اثر تجارت به هندیان به دست آمده باشد. اولین مربع‌های جادویی در بین متون عربی در کتاب رسائل الاخوان الصفا به چشم می‌خورد. ریاضیدان عرب احمد البونی در کتاب خود شمس المعارف الکبری در مورد مربع‌های جادویی صحبت زیادی کرده است و خواص سحر آمیز خاصی به هریک از آنان نسبت داده است.

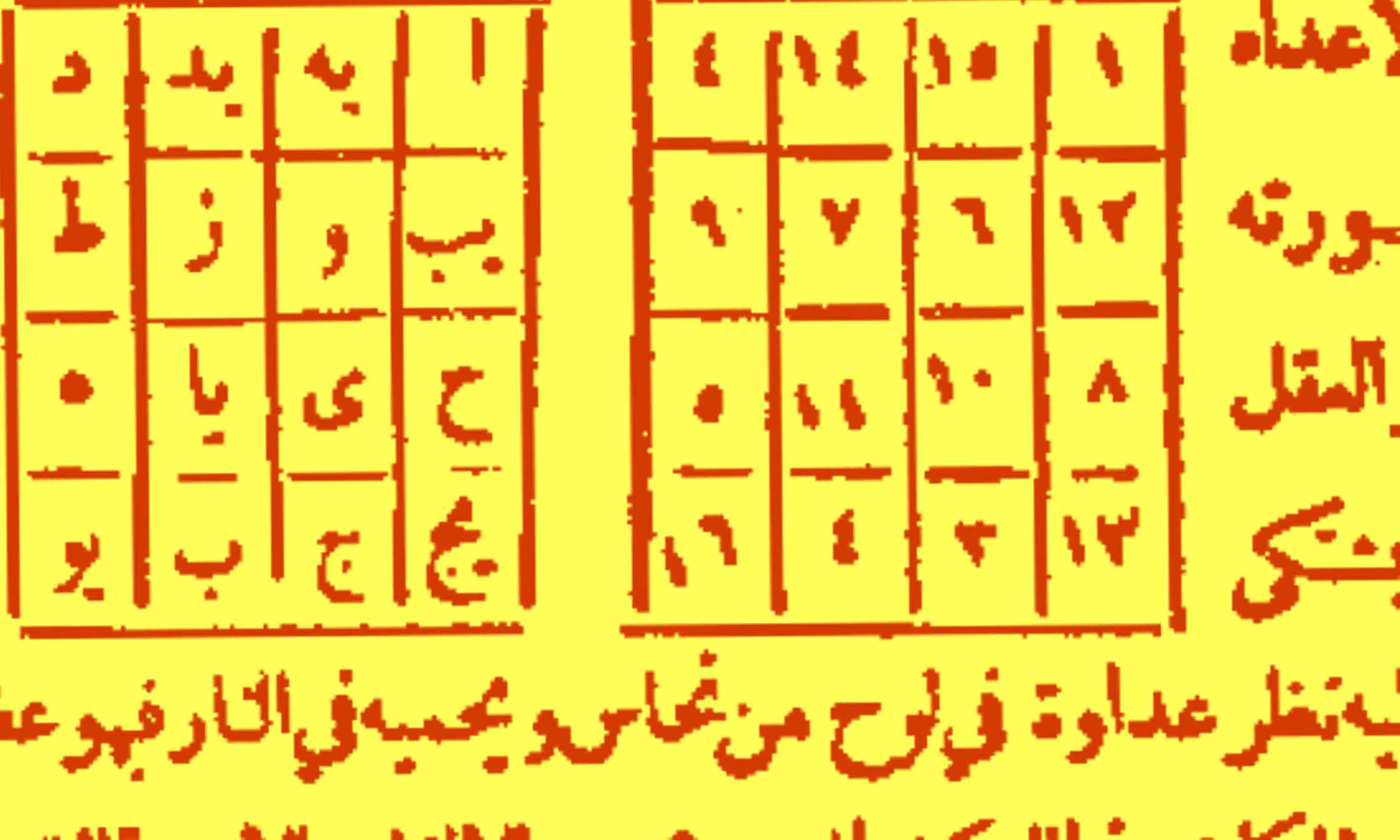
مربع جادویی در کتاب شمس المعارف

### در هندوستان
استفاده از مربع‌های جادویی در آیین‌های هندوها نقش زیادی دارد.
یک مربع جادویی بسیار شناخته شده در هندوستان در معبد Parshvanath Jain وجود دارد که به شکل زیر است:
| ۷  | ۱۲ | ۱  | ۱۴ |
| ۲  | ۱۳ | ۸  | ۱۱ |
| ۱۶ | ۳  | ۱۰ | ۵  |
| ۹  | ۶  | ۱۵ | ۴  |

که عدد جادوی آن برابر ۳۴ است و در قرن ۱۰ میلادی بر دیوار معبد حکاکی شده است.

### در اروپا
در حدود سال ۱۳۰۰ میلادی و با ترجمه کتاب شمس المعارف به اروپا کتاب‌های زیادی در زمینه مربع‌های جادویی نوشته شد. مانوئل موخوپولوس که یک یونانی بود جزو اولین کسانی است که بر روی ترجمه کتاب البونی کار کرده است. در متون اسپانیایی نیز مسائلی مرتبط با مربع‌های جادویی از سال ۱۲۸۰ میلادی وجود دارند. مربع‌های جادویی در ایتالیا در قرون وسطی نیز رایج بودند. لوکا پاکیولی بر روی مربع‌های جادویی در ابعاد ۳ تا ۹ کار زیادی انجام داده است.

### آلبرشت دورر

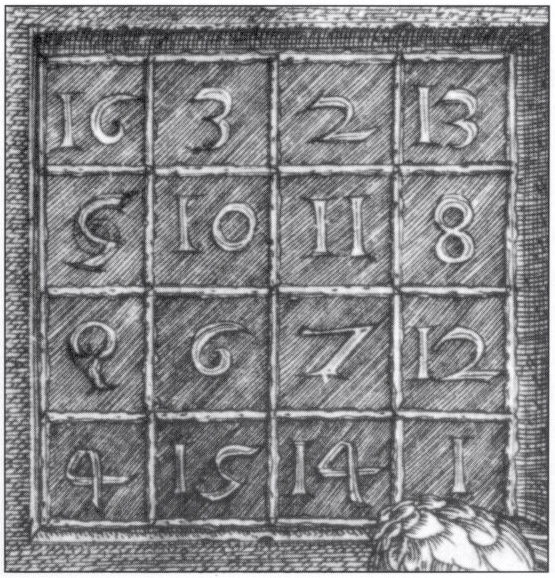
مربع جادویی آلبرشت

مربع جادویی Albrecht Dürer حکاکی شده در Melencolia I به نظر اولین مربع جادویی در اروپا است که بسیار شبیه مربع جادویی Yang Hui است که ۲۵ سال قبل ازAlbrecht Dürer در چین ساخته شده است، عدد جادویی این مربع برابر ۳۴ است که علاوه بر سطرها و ستون‌ها و قطرها، مربع چهارتایی وسط و مربع‌های چهارتایی چهارگوشه هم حاصل جمعی برابر ۳۴ دارند و دو عدد وسطی در سطر آخر هم تاریخ کنده کاری را نشان می‌دهد که برابر ۱۵۱۴ است.
| ۱۶ | ۳  | ۲  | ۱۳ |
| ۵  | ۱۰ | ۱۱ | ۸  |
| ۹  | ۶  | ۷  | ۱۲ |
| ۴  | ۱۵ | ۱۴ | ۱  |

### ساگرادا فامیلیا

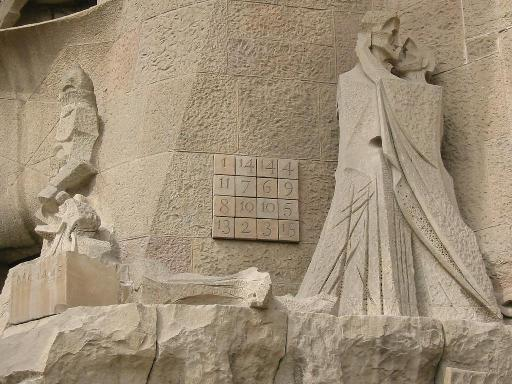

جوزف سابیراچز یک مربع از درجه ۴ در کلیسای Sagrada Família کنده کاری کرده است که عدد جادویی آن ۳۳ است. در حقیقت بسیار شبیه مربع جادوییAlbrecht Dürerاست اما مقدار ۴ تا از خانه‌ها را یکی کاهش داده است.
| ۱  | ۱۴ | ۱۴ | ۴  |
| ۱۱ | ۷  | ۶  | ۹  |
| ۸  | ۱۰ | ۱۰ | ۵  |
| ۱۳ | ۲  | ۳  | ۱۵ |

اما این مربع با یک مربع عادی متفاوت است چون ۱۴ و ۱۰ دو بار در آن آمده و ۱۲ و ۱۶ اصلاً نیامده است.

سیگیلها و رابطه آن با مربع جادویی

## در علوم خفیه
در بسیاری کشورها از زمان‌های گذشته مربع‌های جادویی با سحر و علوم خفیه در ارتباط دانسته می‌شدند. به‌طور مثال یک روش رایج تهیه سیگیل و طلسم با استفاده از مربع جادویی و بعد کشیدن خط بین اعداد یا حروف مختلف به دست می‌آید. در بیشتر کشورها مربع‌های جادویی در ابعاد بین ۳ تا ۹ در ارتباط با هفت سیاره اصلی منظومه شمسی شناخته می‌شدند. در سال ۱۵۱۰ میلادی هاینریش کورنلیوس آگریپا در کتاب فلسفه علوم خفیه از متون هرمسی برای کشیدن مربع‌های جادویی هفت سیاره استفاده کرده است. این کتاب در اروپا بسیار رایج بود.
| زحل=۱۵ | زحل=۱۵ | زحل=۱۵ |
| ------ | ------ | ------ |
| ۴      | ۹      | ۲      |
| ۳      | ۵      | ۷      |
| ۸      | ۱      | ۶      |

| مشتری=۳۴ | مشتری=۳۴ | مشتری=۳۴ | مشتری=۳۴ |
| -------- | -------- | -------- | -------- |
| ۴        | ۱۴       | ۱۵       | ۱        |
| ۹        | ۷        | ۶        | ۱۲       |
| ۵        | ۱۱       | ۱۰       | ۸        |
| ۱۶       | ۲        | ۳        | ۱۳       |

| مریخ=۶۵ | مریخ=۶۵ | مریخ=۶۵ | مریخ=۶۵ | مریخ=۶۵ |
| ------- | ------- | ------- | ------- | ------- |
| ۱۱      | ۲۴      | ۷       | ۲۰      | ۳       |
| ۴       | ۱۲      | ۲۵      | ۸       | ۱۶      |
| ۱۷      | ۵       | ۱۳      | ۲۱      | ۹       |
| ۱۰      | ۱۸      | ۱       | ۱۴      | ۲۲      |
| ۲۳      | ۶       | ۱۹      | ۲       | ۱۵      |

| خورشید=۱۱۱ | خورشید=۱۱۱ | خورشید=۱۱۱ | خورشید=۱۱۱ | خورشید=۱۱۱ | خورشید=۱۱۱ |
| ---------- | ---------- | ---------- | ---------- | ---------- | ---------- |
| ۶          | ۳۲         | ۳          | ۳۴         | ۳۵         | ۱          |
| ۷          | ۱۱         | ۲۷         | ۲۸         | ۸          | ۳۰         |
| ۱۹         | ۱۴         | ۱۶         | ۱۵         | ۲۳         | ۲۴         |
| ۱۸         | ۲۰         | ۲۲         | ۲۱         | ۱۷         | ۱۳         |
| ۲۵         | ۲۹         | ۱۰         | ۹          | ۲۶         | ۱۲         |
| ۳۶         | ۵          | ۳۳         | ۴          | ۲          | ۳۱         |

| ناهید=۱۷۵ | ناهید=۱۷۵ | ناهید=۱۷۵ | ناهید=۱۷۵ | ناهید=۱۷۵ | ناهید=۱۷۵ | ناهید=۱۷۵ |
| --------- | --------- | --------- | --------- | --------- | --------- | --------- |
| ۲۲        | ۴۷        | ۱۶        | ۴۱        | ۱۰        | ۳۵        | ۴         |
| ۵         | ۲۳        | ۴۸        | ۱۷        | ۴۲        | ۱۱        | ۲۹        |
| ۳۰        | ۶         | ۲۴        | ۴۹        | ۱۸        | ۳۶        | ۱۲        |
| ۱۳        | ۳۱        | ۷         | ۲۵        | ۴۳        | ۱۹        | ۳۷        |
| ۳۸        | ۱۴        | ۳۲        | ۱         | ۲۶        | ۴۴        | ۲۰        |
| ۲۱        | ۳۹        | ۸         | ۳۳        | ۲         | ۲۷        | ۴۵        |
| ۴۶        | ۱۵        | ۴۰        | ۹         | ۳۴        | ۳         | ۲۸        |

| عطارد=۲۶۰ | عطارد=۲۶۰ | عطارد=۲۶۰ | عطارد=۲۶۰ | عطارد=۲۶۰ | عطارد=۲۶۰ | عطارد=۲۶۰ | عطارد=۲۶۰ |
| --------- | --------- | --------- | --------- | --------- | --------- | --------- | --------- |
| ۸         | ۵۸        | ۵۹        | ۵         | ۴         | ۶۲        | ۶۳        | ۱         |
| ۴۹        | ۱۵        | ۱۴        | ۵۲        | ۵۳        | ۱۱        | ۱۰        | ۵۶        |
| ۴۱        | ۲۳        | ۲۲        | ۴۴        | ۴۵        | ۱۹        | ۱۸        | ۴۸        |
| ۳۲        | ۳۴        | ۳۵        | ۲۹        | ۲۸        | ۳۸        | ۳۹        | ۲۵        |
| ۴۰        | ۲۶        | ۲۷        | ۳۷        | ۳۶        | ۳۰        | ۳۱        | ۳۳        |
| ۱۷        | ۴۷        | ۴۶        | ۲۰        | ۲۱        | ۴۳        | ۴۲        | ۲۴        |
| ۹         | ۵۵        | ۵۴        | ۱۲        | ۱۳        | ۵۱        | ۵۰        | ۱۶        |
| ۶۴        | ۲         | ۳         | ۶۱        | ۶۰        | ۶         | ۷         | ۵۷        |

| ماه=۳۶۹ | ماه=۳۶۹ | ماه=۳۶۹ | ماه=۳۶۹ | ماه=۳۶۹ | ماه=۳۶۹ | ماه=۳۶۹ | ماه=۳۶۹ | ماه=۳۶۹ |
| ------- | ------- | ------- | ------- | ------- | ------- | ------- | ------- | ------- |
| ۳۷      | ۷۸      | ۲۹      | ۷۰      | ۲۱      | ۶۲      | ۱۳      | ۵۴      | ۵       |
| ۶       | ۳۸      | ۷۹      | ۳۰      | ۷۱      | ۲۲      | ۶۳      | ۱۴      | ۴۶      |
| ۴۷      | ۷       | ۳۹      | ۸۰      | ۳۱      | ۷۲      | ۲۳      | ۵۵      | ۱۵      |
| ۱۶      | ۴۸      | ۸       | ۴۰      | ۸۱      | ۳۲      | ۶۴      | ۲۴      | ۵۶      |
| ۵۷      | ۱۷      | ۴۹      | ۹       | ۴۱      | ۷۳      | ۳۳      | ۶۵      | ۲۵      |
| ۲۶      | ۵۸      | ۱۸      | ۵۰      | ۱       | ۴۲      | ۷۴      | ۳۴      | ۶۶      |
| ۶۷      | ۲۷      | ۵۹      | ۱۰      | ۵۱      | ۲       | ۴۳      | ۷۵      | ۳۵      |
| ۳۶      | ۶۸      | ۱۹      | ۶۰      | ۱۱      | ۵۲      | ۳       | ۴۴      | ۷۶      |
| ۷۷      | ۲۸      | ۶۹      | ۲۰      | ۶۱      | ۱۲      | ۵۳      | ۴       | ۴۵      |

با استفاده از ساخت مربع‌های جادویی به این طریق روشی برای ارتباط با ارواح، اجنه و شیاطین فراهم می‌شد. در بسیاری جادونامه‌ها از مربع‌های جادویی با استفاده از حروف به جای اعداد استفاده می‌شود. به‌طور مثال در زیر مربع ساتور که در بسیاری جادونامه‌ها مانند کلید کوچکتر سلیمان استفاده شده نشان داده شده است. این مربع معمولاً دارای خاصیت جادویی برای چشم نظر شناخته می‌شود.
| S | A | T | O | R |
| A | R | E | P | O |
| T | E | N | E | T |
| O | P | E | R | A |
| R | O | T | A | S |

| ۶ | ۶۶ | ۸۴۸ | ۹۳۸ |
| ۸ | ۱۱ | ۵۴۴ | ۸۳۹ |
| ۱ | ۱۱ | ۳۸۳ | ۸۳۹ |
| ۲ | ۷۳ | ۷۷۴ | ۴۴۷ |

| H | E | S | E | B |
| E | Q | A | L |   |
| S |   |   |   |   |
| E |   | G |   |   |
| B |   |   |   |   |

| A | D | A | M |
| D | A | R | A |
| A | R | A | D |
| M | A | D | A |

## روش ساخت مربع‌های جادویی
برای ساخت مربع‌های جادویی روش‌های گوناگونی وجود دارد که به بخشی از آن‌ها در زیر اشاره می‌کنیم، برای تمامی مقادیر n مربع جادویی وجود دارد فقط برای n=۲ مربع جادویی نداریم، مربع‌های جادویی را به ۳ دسته تقسیم می‌کنیم مربع‌های جادویی با n فرد،n=4kوn=4k+۲
که ما در اینجا طریقهٔ ساختن مربع جادویی فرد و مضرب ۴را بیان می‌کنیم، برای n>۵ تعداد مربع‌های جادویی درجه n از سوالات حل نشده در ریاضیات است مثلاً تعداد مربع‌های جادویی n×n برای n=۱٬۲٬۳،... برابر است با:
۱٬۰٬۱٬۸۸۰٬۲۷۵۳۰۵۲۲۴،....

### روش اول برای ساختن مربع‌های جادویی درجه فرد
ابتدا خانه وسط مربع را مشخص کرده و یک خانه زیر آن را با عدد ۱ پر می‌کنیم. پس از آن به صورت
قطر پایین سمت راست حرکت کرده و اعداد را جایگذاری می‌کنیم. هرگاه به خانه ای که وجود ندارد برخوردیم به بالاترین خانه خالی همان سطر یا ستون مراجعه می‌کنیم و آن را پر می‌کنیم و به همین ترتیب. اگر به یک مربع پربرخورد کردیم جهت حرکت خود را تا رسیدن به یک مربع پر دیگر به پایین سمت چپ تغییر می‌دهیم و ادامه می‌دهیم تا تمام مربع‌ها پر شوند.

### روشی دیگر برای ساختن مربع‌های جادویی درجه فرد
اگر مربع شما از درجه n است (n فرد است)؛ به هر ضلع مربع از هر طرف یک ضلع دیگر به اندازهٔ n-2 تا مربع (از وسط) اضافه کنید و این کار را آنقدر ادامه دهید که آخرین ضلع به اندازهٔ ۱ مربع باشد. سپس مربع‌ها را به صورتی که در شکل نمایش داده شده پر می‌کنیم و سپس اعدادی را که خارج از مربع n*n قرار دارند را روی سطر یا ستونی که قرار گرفته‌اند به تعداد خانه‌هایی برابر با رتبه مربع وفقی (جادویی) انتقال می‌دهیم؛ مربع وفقی (جادویی) ساخته می‌شود.

### یک روش برای به‌دست آوردن مربع جادویی مضرب‌های زوج
ابتدا اقطار مربع را به صورت ۴در ۴ در نظر می‌گیریم اول همه اعداد تا توان دوی n به ترتیب در سطرها از یکی از گوشه‌ها نوشته می‌شوند طوری‌که فقط روی قطرها را پر می‌کنیم و بقیه را خالی می‌گذاریم و سپس از انتها دوباره اعداد شروع به نوشتن می‌شود اما این بار در جاهای خالی عدد می‌نویسیم. 